# ام اسپای
ام اسپای (به انگلیسی: mSpy) نام تجاری نرم‌افزار نظارت بر کنترل والدین تلفن همراه و رایانه برای iOS، Android، Windows و macOS است. این برنامه به کاربران امکان می‌دهد فعالیت‌ها را در دستگاه سرویس گیرنده کنترل و ثبت کنند.

## تاریخ
mSpy به عنوان محصولی برای نظارت بر تلفن همراه در سال ۲۰۱۰ توسط یک شرکت فناوری مستقر در لندن راه اندازی شد.
در سال ۲۰۱۲، این برنامه به والدین اجازه داد نه تنها تلفن‌های هوشمند بلکه کامپیوترها - ویندوز و مک را نیز تحت نظر داشته باشند.
در سال ۲۰۱۳، mSpy برنده جایزه نرم‌افزار نظارت بر تلفن همراه ده نقد برتر شد.
تا سال ۲۰۱۴، کسب و کار تقریباً ۴۰۰ درصد رشد کرد و تعداد کاربران برنامه از مرز ۱ میلیون نفر فراتر رفت.
در سال ۲۰۱۶، mLite، یک نسخه سبک mSpy، از Google Play در دسترس قرار گرفت.
در سال ۲۰۱۵ و ۲۰۱۸، mSpy قربانی نقض داده‌ها شد که داده‌های کاربران را منتشر کرد.

## پذیرایی
اشاره شد که از آنجا که mSpy به‌طور نامحسوس اجرا می‌شود، خطر استفاده غیرقانونی از نرم‌افزار وجود دارد. mSpy توسط وب بعد وحشتناک نامیده شد و در پوشش NPR نرم‌افزارهای جاسوسی مورد استفاده برای قربانیان تعقیب و گریز و سایر خشونت‌های خانگی مورد استفاده قرار گرفت.
در ماه مه ۲۰۱۵، برایان کربس ادعا کرد که mSpy هک شده‌است و اطلاعات شخصی صدها هزار کاربر از دستگاه‌هایی که mSpy نصب شده‌است، فاش شد. mSpy ادعا کرد که هیچ نشت داده‌ای وجود ندارد، اما در عوض، قربانی باج خواهان بوده‌است.
در سپتامبر ۲۰۱۸، برایان کربس ادعا کرد و نشان داد که هرکسی می‌تواند به راحتی به پایگاه داده mSpy حاوی داده‌های میلیون‌ها کاربر دسترسی پیدا کند.

## پیوندها
- وبگاه رسمی